# KELT-18
KELT-18 — одиночная звезда в созвездии Большой Медведицы на расстоянии приблизительно 1058 световых лет (около 324 парсек) от Солнца. Видимая звёздная величина звезды — +10,16m. Возраст звезды оценивается как около 1,9 млрд лет.
Вокруг звезды обращается, как минимум, одна планета.

## Характеристики
KELT-18 — жёлто-белая звезда спектрального класса F5, или F4V. Масса — около 1,524 солнечной, радиус — около 1,92 солнечного, светимость — около 6,978 солнечной. Эффективная температура — около 6753 К.

## Планетная система
В 2017 году группой астрономов из проекта KELT у звезды обнаружена планета KELT-18 b.